# Pleurogyrus cyclogaster
Pleurogyrus cyclogaster är en stekelart som först beskrevs av Thomson 1884.  Pleurogyrus cyclogaster ingår i släktet Pleurogyrus och familjen brokparasitsteklar. Arten är reproducerande i Sverige. Inga underarter finns listade i Catalogue of Life.